# Piotr Yershov
Piotr Pávlovich Yershóv o Ershóv (en ruso: Пётр Па́влович Ершо́в; Beriózovo, prefectura de Tobolsk, 22 de febrero del calendario juliano, 6 de marzo del gregoriano de 1815 - Tobolsk, 18 de agosto del juliano / 30 de agosto del gregoriano de 1869) fue un poeta, dramaturgo y escritor ruso.

## Biografía
Nació en un pueblo en Ishim que formaba parte de la prefectura de la capital de Siberia, Tobolsk, cerca del norte de Kazajistán. Su padre era funcionario y vivían en medio de numerosas villas y ciudades habitadas por cosacos en regiones donde se había señalado especialmente la Revuelta de Pugachov. Tras años de infancia feliz en Beriózovo, sus padres lo enviaron con su hermano Nikolái a estudiar en el liceo de Tobolsk, donde formó parte del círculo etnográfico consagrado a los estudios siberianos. Los dos hermanos estaban en la pensión de una familia de mercaderes, los Pilenkov, primos de su madre. Después la familia se trasladó a San Petersburgo, donde los dos hermanos fueron a la universidad. Yershov estudió Filosofía.
Allí conoció al escritor Piotr Pletniov (1791-1865), famoso crítico literario, Vasili Zhukovski, e incluso a Aleksandr Pushkin, a quien el joven autor de diecinueve años le dio su primera obra El caballito jorobado, poesía en forma de cuento popular que fue muy apreciada. Extractos de esta obra fueron publicados en 1834 en el tercer tomo de la revista petersburguesa La Biblioteca para la Lectura, primera revista de gran tiraje de Rusia. Osip Senkovski hizo una recensión destacada. El cuento se funda en gran parte en la historia de Iván Tsarévich, el pájaro de fuego y el lobo gris.
Yershov publicó después otros cuentos, aunque no pudo acceder a los círculos literarios de la capital, ni pretender los puestos que deseaba; una serie de desgracias personales empezaron a acosarle de forma continua. Su padre y su querido hermano murieron en esta época; él volvió a Siberia en 1836 y estuvo trabajando allí largos años como profesor de literatura en el Liceo de Tobolsk. Viudo en 1845, se volvió a casar en 1847, pero su segunda esposa murió en 1852. Sólo seis de sus quince hijos sobrevivieron.
Yershov publicó algunos versos líricos, un drama (Suvórov y el jefe de estación) y relatos cortos, pero ninguno de ellos tuvo el mismo éxito que El caballito jorobado (Конёк-Горбунок), que fue adaptado innumerables veces al ballet. Este poema le reportó una larga fama; también intentó un cuento de hadas con Ilyá Múromets y un poema titulado Iván Tsarévich (en diez volúmenes) que destruyó él mismo. El caballito jorobado ha sido traducido al inglés, francés, español y muchos otros idiomas.

## Véase también

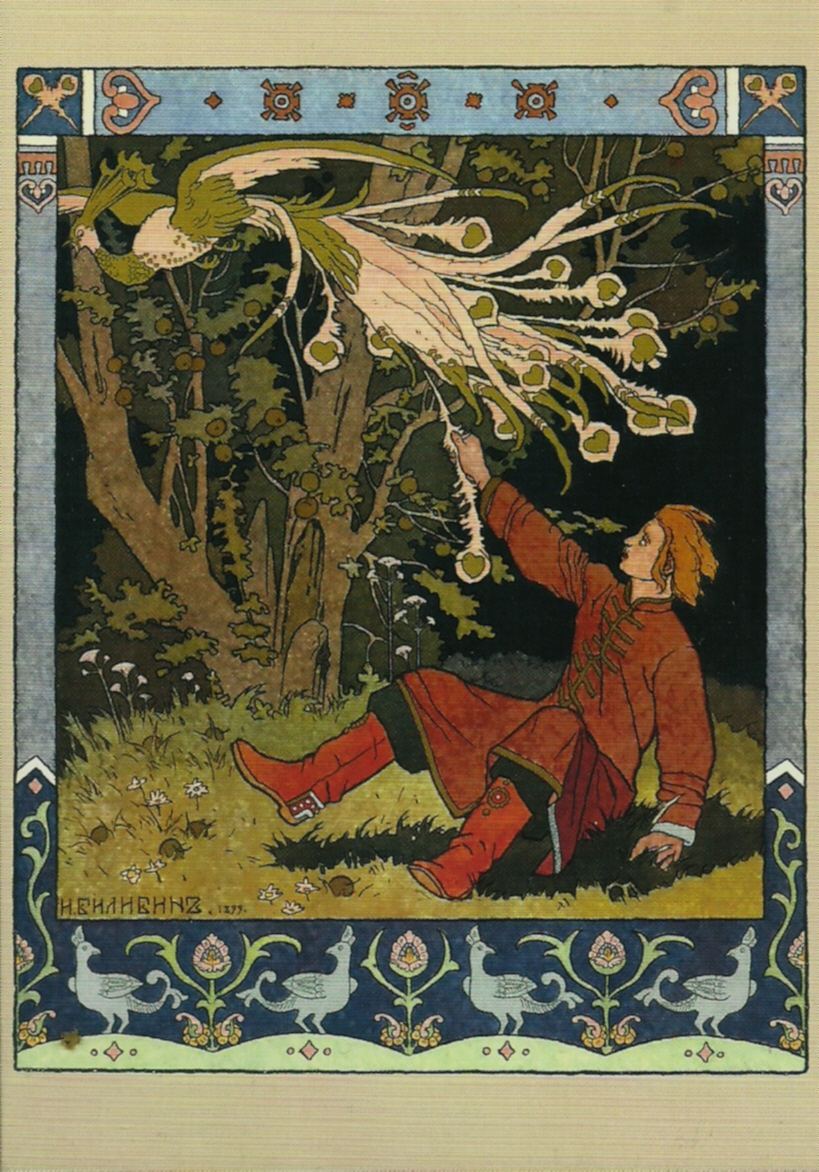
Ilustración de Iván Bilibin para El caballito jorobado.

## Adaptaciones cinematográficas
- El caballito jorobado (Конёк-Горбунок, 1947): cortometraje de dibujos animados producido por los estudios Soyuzmultfilm y dirigido por Víktor Grómov (Виктор Громов) y Aleksandra Snezhko-Blotskaya (Александра Снежко-Блоцкая, 1909 - 1980).

- El caballito jorobado (Конёк-Горбунок, 1976): largometraje de dibujos animados producido por los estudios Soyuzmultfilm y dirigido por Borís Butakov (Борис Бутаков, 1924 - 2008).

- Fichas de películas basadas en obras de Yershov; en Internet Movie Database.